# Ronny Eriksson
Stig Olov Ronny Eriksson, född 12 april 1953 i Harads i Edefors församling, är en svensk komiker och sångare. Han har bland annat varit bisittare i programmet Snacka om nyheter som sändes i SVT.

## Biografi
Ronny Eriksson scendebuterade redan 1972. Från 1977 tillhör han, tillsammans med bland andra Bengt Ruthström, folkrockbandet Euskefeurat med stark lokal förankring i Piteå, där han också är bosatt.
Sedan 1989 har han gjort sig känd som ståuppkomiker. Han deltog redan i de första tv-sändningarna med svensk stå upp, Släng dig i brunnen, inspelade inför livepublik på Norra Brunn i Stockholm. Han har gjort flera scenshower där han förenat musik och humor med bland annat sången Jämna plågor. 
Ronny Erikssons politiska engagemang är en stor del av hans varumärke. Dråpliga sarkasmer mot makten i Stockholm och Bryssel har ofta varit återkommande ämnen i hans texter. Han har gjort flera egna tv-serier bland annat Bondånger och Lid i natt. Han har även medverkat som bisittare i Snacka om nyheter och berättat roliga historier i Har du hört den förut?.
Eriksson titulerar sig själv pessimistkonsult. Hans ständiga motto är "Det är aldrig för sent att ge upp".

### TV och film
- 1990 – Släng dig i brunnen (TV-serie)
- 1992 – Lösdrift (TV-serie)
- 1995 – Snacka om nyheter (TV-serie)
- 1995 – Lid i natt (TV-serie)
- 1997 – Bondånger (TV-serie)
- 1998 – Snacka om nyheter (TV-serie)
- 2012 – Flimmer

## Diskografi

### Euskeferat
- Ägge borte katta (1982)
- Levandes (1984)
- Aotom taotom (1986)
- Hoven droven (1988)
- Bondångersånger (1990)
- Hipp happ (1993)
- Sista färden hem till byn (1994)
- Lurv (2008)
- Aldrig för sent att ge opp (2010)
- Sånger från Hotaheiti (2014)

### Övriga
- Ronny Eriksson & Ramblin’ Minds - Absolut gehör (1995)
- Ronny Eriksson & Ramblin’ Minds - Vem lurar vem? (1998)
- Ronny Eriksson & Fack-Jo Orkestern - Orättvisor (2001)
- Ronny Eriksson med Anna-Lotta Larsson & Benneth Fagerlund - Kärleksånger (2005)
- Ronny Eriksson med Benneth Fagerlund - Hopkok (2007)
- Ronny Eriksson med Benneth Fagerlund & Martin Tallatröm - Vad skådar mitt norra öga? (2012)